# عبد العزيز بن حمود بن زيد
عبد العزيز بن حمود بن زيد دبلوماسي سعودي في فترة الثلاثينيات إلى الخمسينات، حيث تولى الملف الحدودي السعودي مع حكومة الأردن، وكان وزيرًا مفوضًا وسفيرًا لدى سوريا ولبنان. ولد في مدينة حائل سنة 1315 هـ، وكان والده حمود الصالح بن زيد أميرًا على مدينة الجوف. توفي في في بيروت سنة 1379 هـ ودفن في دمشق.

## التعليم
تلقى تعليمه الأول في الكتاتيب في مدينة حائل، وحفظ القرآن الكريم. انتقل إلى تركيا في سن مبكر مع خاله رشيد بن محمد بن ليلى، حيث قضى فيها نحو سبع سنوات درس فيها في مدرسة العشائر في إسطنبول وتخرج منها متحدثًا اللغة التركية.

## الحياة العملية
عينه الملك عبد العزيز آل سعود مندوبًا له في عمان والقدس، ثم تنقل بعدها بعدد كبير من المهام والمناصب منها:
- عضو في مجلس الشورى
- مساعد لقائم مقام جدة
- قائم مقام مدينة الطائف
- مفتش ومفاوض للحدود الشمالية
- منتدب لحل المشاكل العشائرية مع منتدبي حكومة عبر الأردن وأمير على مدينة القريات
- قنصل عام في سوريا ولبنان ثم مفوض ومندوب فوق العادة وسفير في دمشق وبيروت.[1]

## وصلات خارجية
- رجال حول الملك عبد العزيز نسخة محفوظة 3 مايو 2017 على موقع واي باك مشين..